# نقطة ناغيل

نقطة ناغيل باللون الأزرق

في الهندسة الرياضية، هي نقطة موجودة في أي مثلث، حيث في مثلث ABC بطول أضلاع a = |BC|، b = |CA|، c = |AB|، ليكن TA، TB، TA هي النقاط التي تتقاطع فيها الدائرة الخارجية A مع المستقيم BC، الدائرة الخارجية B مع المستقيم CA والدائرة الخارجية C مع المستقيم AB على الترتيب. تتقاطع المستقيمات ATA, BTB, CTC في نقطة N هي نقطة ناغيل.

## وصلات خارجية
- إيريك ويستاين، Nagel Point، ماثوورلد Mathworld (باللغة الإنكليزية).